# Bebehî, Radehiv
Bebehî (în ucraineană Бебехи) este un sat în comuna Berezivka din raionul Radehiv, regiunea Liov, Ucraina.

## Demografie
Componența lingvistică a localității Bebehî
     Ucraineană (100%)
Conform recensământului din 2001, toată populația localității Bebehî era vorbitoare de ucraineană (100%).